# Mégapenthès
Dans la mythologie grecque, Mégapenthès (en grec ancien Μεγαπένθης) est le nom de plusieurs personnages masculins.

## Mégapenthès, fils de Proétos
Mégapenthès, fils de Proétos, est un roi de Tirynthe, puis d’Argos. Les uns le donnent pour père d’Anaxagore, les autres pour le père d’Argos lui-même père d’Anaxagore, qui régnèrent après lui. Il est aussi le père d’une fille, Iphianire, qui épousera le devin Mélampous. À l’origine, il hérite du trône de Tirynthe de son père, mais Persée lui propose un échange avec Argos, que Mégapenthès accepte. Plus tard, il tue Persée pour venger son père. Il se distingua également en tentant d’abattre Bellérophon tombé de Pégase, sauvé de justesse par son père Glaucos.

## Mégapenthès, fils de Ménélas
Mégapenthès est également le nom d’un fils bâtard de Ménélas.